# Bohumil Boček
Bohumil Boček (w latach 1940–1945 używał pseudonimu Chodský, ur. 4 listopada 1894 w Sivicach, zm. 16 października 1952 w Valdicach) – czechosłowacki wojskowy, generał armii.

## Życiorys
Pochodził z rodziny robotniczej (ojciec Cyril, matka Josefa, zd. Jelínková). Ukończył niemiecką wyższą szkołę włókienniczą w Brnie, a następnie rozpoczął studia na Politechnice w Brnie jako wolny słuchacz, jednak tych studiów nie ukończył. Będąc uczniem był członkiem organizacji „Sokół”.
Po wybuchu I wojny światowej w dniu 4 października 1914 roku został powołany do wojska jako jednoroczny ochotnik do 14 pułku piechoty w Brnie i skierowany na front rosyjski. Będąc dowódcą plutonu 28 października 1914 r. dostał się do niewoli rosyjskiej w Gorlicach.
W listopadzie 1915 r. wstąpił do Legionu Czechosłowackiego w Rosji, a od 6 sierpnia 1916 roku był żołnierzem w 1 czechosłowackim pułku strzelców w Kijowie. W kwietniu 1917 roku został przeniesiony do 3 czechosłowackiego pułku strzelców na stanowisku dowódcy plutonu. W lipcu 1917 bierze udział w bitwie pod Zaborowem. Następnie ukończył kurs dowódczy w Żytomierzu. Potem był dowódcą 9 kompanii 3 pułku strzelców, początkowo walczył po stronie rosyjskiej, a następnie w czasie odwrotu z Ukrainy i przez Syberię z oddziałami Armii Czerwonej, w tym czasie został dwukrotnie ranny: lekko 5 lipca 1918 roku w stanicy Mak i ciężko 27 września 1918 roku w stanicy Miahky Kin. Ta druga rana spowodowała trwałe uszkodzenie jego nogi. Po wyleczeniu 24 stycznia 1919 roku wrócił do 3 pułku strzelców, gdzie został dowódcą 7 kompanii.
W dniu 13 stycznia 1920 roku  powrócił do Czechosłowacji jako dowódca 2 batalionu w 3 pułku strzelców. Następnie był oficerem w sztabie 3 pułku piechoty, w tym czasie ukończył  jako eksternistyczny kurs doskonalący dowódców w szkole piechoty i broni towarzyszącej w Brnie. W dniu 21 lutego 1921 roku został pomocnikiem dowódcy 21 Brygady Piechoty w Koszycach. Od 3 listopada 1924 roku był słuchaczem Wyższej Szkoły Wojennej w Pradze, którą ukończył w 1926 roku, choć nie otrzymał dyplomu oficera dyplomowanego. Po ukończeniu szkoły został dowódcą 2 batalionu w 4 pułku piechoty w Hradcu Králové, a następnie został komendantem szkoły dla oficerów rezerwy w Josefovie. We wrześniu 1929 roku został przeniesiony do 22 pułku piechoty. W czerwcu 1930 roku został przeniesiony do Ministerstwa Obrony Narodowej, gdzie został referentem wyszkolenia w I Wydziale MON, a w 1932 został kierownikiem oddziału szkolenia w tym wydziale. W tym czasie był również redaktorem fachowego pisma wojskowego „Perspektywy piechoty” oraz członkiem zarządu firmy Zbrojovka Brno. W październiku 1935 roku został dowódcą 6 batalionu granicznego w Domažlicach. W 1936 roku ukończył trzymiesięczny kurs w Centrum Wyszkolenia Piechoty we Francji. W sierpniu 1938 roku uczestniczył w wypadku  samochodowym, doznając ciężkich obrażeń ciała. Po wyleczeniu w szpitalu został skierowany na urlop zdrowotny, na którym przebywał do czasu rozwiązania armii czechosłowackiej w związku z zajęciem przez Niemcy Czechosłowacji.
Po utworzeniu Protektoratu Czech i Moraw w trybie administracyjnym został przeniesiony do wojsk rządowych Protektoratu, jednak po czterech miesiącach na własną prośbę wystąpił z nich. Wstąpił wtedy do podziemnej organizacji wojskowej Obrona Narodu, gdzie współpracował z płk. J. Vedralem i płk. Č. Kudláčkiem (pierwszy szef sztabu organizacja Obrona Narodu). W dniu 22 lutego 1940 roku zagrożony aresztowaniem nielegalnie opuścił Czechosłowację. 
Po wyjeździe z Czechosłowacji przez Słowację, Węgry i Jugosławię udał się do Francji, gdzie 2 marca 1940 roku dołączył do Czechosłowackiej Administracji Wojskowej w Paryżu. Wziął udział w walkach w czasie kampanii francuskiej i po klęsce Francji ostatnim statkiem odpłynął do Wielkiej Brytanii.
W Londynie w dniu 24 lipca 1940 roku został mianowany szefem I Departamentu Ministerstwa Obrony Narodowej emigracyjnego rządu Czechosłowacji, stanowisko to zajmował do 15 kwietnia 1944 roku. Będąc w Londynie używał pseudonimu Chodský. Przeszedł także szkolenie spadochronowe, lecz ze względu na stan zdrowia (uraz kręgosłupa) nie został zakwalifikowany do zrzutów na terenie kraju. W dniu 15 kwietnia 1944 roku został mianowany zastępcą dowódcy 1 Samodzielnej Czechosłowackiej Brygady Pancernej. W sierpniu 1944 roku na własną prośbę skierowany został do I Czechosłowackiego Korpusu w ZSRR. 
Po przybyciu do ZSRR został zastępcą dowódcy 1 Czechosłowackiej Samodzielnej Brygady, a w dniu 7 października 1944 roku po śmierci jej dowódcy gen. J. Verdala został jej dowódcą. Dowodził tą brygadą w czasie operacji dukielskiej. W dniu 28 grudnia 1944 roku został zastępcą dowódcy I Czechosłowackiego Korpusu Armijnego, którym czasowo dowodził od 8 marca do 6 kwietnia 1945 roku, gdy dowódca korpusu gen. L. Svoboda przebywał w Moskwie. 
12 kwietnia 1945 Rada Wojskowa przy czechosłowackim rządzie emigracyjnym zaproponowała go na stanowisku szefa Sztabu Generalnego Czechosłowackich Sił  Zbrojnych i w dniu 15 kwietnia prezydent E. Beneš mianował go na to stanowisko.  
Po zakończeniu II wojny światowej pozostał na stanowisku szefa Sztabu Generalnego, był jednym z głównych organizatorów odbudowy armii czechosłowackiej i bliskim współpracownikiem ministra Obrony Narodowej L. Svobody. Był członkiem Najwyższej Rady Obrony Państwa, Rady Wojskowej przy Prezydencie, Rady Doradczej Armii oraz innych organów zaangażowanych w odbudowę armii czechosłowackiej.
Podczas kryzysu rządowego w lutym 1948 roku wspólnie z ministrem obrony L. Svobodą oraz dowódcą 1 Okręgu Wojskowego gen. K. Klapálkiem uczestniczył w inauguracyjnym posiedzenie Frontu Narodowego w dniu 23 lutego 1948, który poparł przejęcie całości władzy przez KPCz. Następnego dnia wydał on rozkaz, który podkreślił neutralność armii. Po ostatecznym przejęciu władzy przez partię komunistyczną jako członek Rady Doradczej Armii uczestniczył w czystkach w armii, podpisując decyzję o zwolnieniach dowódców i oficerów, którzy byli później represjonowani.
W 1948 roku aresztowano jego syna Zdeněka, za przekazywanie dokumentów wojskowych do ambasady brytyjskiej i amerykańskiej, które to kopiował, gdy ojciec przynosił je do domu. Bohumil Boček został w dniu 31 lipca 1948 roku zwolniony z funkcji szefa Sztabu Generalnego. Zwolniony ze stanowiska pozostał w wojsku i nie przedstawiono mu zarzutów, choć był inwigilowany przez służby bezpieczeństwa. W dniu 1 października 1948 roku został mianowany komendantem Wyższej Szkoły Wojennej w Pradze, stanowisko to zajmował do 1 marca 1949 roku. Następnie został skierowany na urlop zdrowotny, a ostatecznie 1 stycznia 1950 roku został przeniesiony w stan spoczynku jako inwalida wojskowy. 
Zamieszkał wtedy w Dubiecku, gdzie nadal był inwigilowany, choć nie przejawiał żadnej działalności. W dniu 28 lutego 1951 roku został aresztowany i oskarżony o zdradę wojskową, szpiegostwo, ukrywanie działalności przestępczej syna, został wtedy wydalony z wojska i w wyniku zastosowanej wobec niego presji przyznał się do wszystkiego w grudniu 1951 roku. Wyrokiem Sądu Najwyższego z dnia 23 lipca 1952 roku został skazany na karę dożywotniego więzienia, grzywnę w wysokości 100000 koron, utratę mienia i utratę praw obywatelskich na lat 10. Do odbycia kary został umieszczony w więzieniu w Valdicach, gdzie zmarł 16 października 1952 roku.
W 22 maja 1962 roku Wojskowe Kolegium Sądu Najwyższego uchyliło część oskarżeń przeciwko niemu z wyjątkiem zdrady wojskowej. Natomiast Wyższy Sąd Wojskowy wyrokiem z 8 stycznia 1972 roku uchylił również oskarżenie o zdradę wojskową. Pełna rehabilitacja nastąpiła jednak dopiero dekretem Prezydenta Republiki Czechosłowackiej w kwietniu 1991 roku, przywrócono mu wtedy stopień wojskowy oraz wszelkie odznaczenia.

## Awanse
- porucznik (poručík) (05.10.1918)
- kapitan (kapitan) (06.01.1919)
- major (major) (01.03.1920)
- podpułkownik (podplukovník) (04.07.1929)
- pułkownik (plukovník) (01.01.1937)
- generał brygady (brigádní generál) (20.08.1944)
- generał dywizji (divisní generál) (01.06.1945)[1]
- generał armii (armádní generál) (24.05.1946)

## Odznaczenia
- Order Sokoła z mieczami (21.05.1919)
- Krzyż Wojenny Czechosłowacki (1914–1918)
- Krzyż Wojenny Czechosłowacki 1939 (czterokrotnie – 27.10.1944, 06.06.1945 (dwa)[2], 03.11.1945)
- Order Słowackiego Powstania Narodowego (1946)
- Czechosłowacki Medal za Odwagę w Obliczu Nieprzyjaciela (dwukrotnie – 1944, 1946)
- Czechosłowacki Medal Rewolucyjny
- Medal Zwycięstwa
- Czechosłowacki Wojskowy Medal Pamiątkowy z okuciami F-VB (1943)
- Czechosłowacki Wojskowy Medal Pamiątkowy z okuciami F-VB-SSSR (1946)
- Medal Za zasługi kl. I (26.06.1944)
- Odznaka Czechosłowackiego Partyzanta (01.02.1947)
- Zborowski Medal Pamiątkowy (03.07.1947)
- Bachmaczewski Medal Pamiątkowy (08.03.1948)
- Order Kutuzowa kl. I (ZSRR) (30.08.1945)
- Order Imperium Brytyjskiego kl. V (Wielka Brytania) (1945)
- Kawaler Orderu Łaźni (Wielka Brytania) (31.08.1946)
- Legia Zasługi (Stany Zjednoczone) (1945)
- Legia Honorowa (Francja) (13.11.1945)
- Order Świętego Jerzego kl. IV (Rosja) (04.10.1917)
- Order Partyzanckiej Gwiazdy (Jugosławia) (dwukrotnie – 1945, 31.03.1946)
- Order za Odwagę (Jugosławia) (dwukrotnie – 1945, 31.03.1946)
- Order Braterstwa i Jedności (Jugosławia) (13.04.1946)
- Order Korony Rumunii kl. IV za Męstwo Wojskowe z Mieczami (20.12.1947)
- Medal „Za zwycięstwo nad Niemcami w Wielkiej Wojnie Ojczyźnianej 1941–1945” (ZSRR) (1945)
- Medal „Za wyzwolenie Pragi” (ZSRR) (1945)